# テオ・フォン・ブロックフーゼン
テオ・フォン・ブロックフーゼン（Theo von Brockhusen、本名 : Theodor Adolf Hillmann von Brockhusen、1882年7月16日 - 1919年4月20日）はドイツの画家である。印象派のスタイルや、ゴッホから影響を受けた風景画を描いた。

## 略歴
現在のポーランド、ヴァルミア＝マズールィ県のオレツコ(Olecko、ドイツ語名:Marggrabowa)で生まれた。ケーニヒスベルクの美術学校でマックス・シュミット(Max Schmidt : 1818-1901)やルートヴィヒ・デトマン(1865-1944)、オロフ・イェルンベルク(1855-1935)らに学んだ。デトマンの影響を受けて、戸外で風景画を描くようになった。1904年にベルリンに移り、1906年にベルリン分離派のメンバーになり、1912年頃、分離派の理事になった。ベルリン分離派が分裂すると、マックス・リーバーマンらと「自由分離派（Freie Secession）」の創立メンバーになった。
分離派の展覧会に出展し、ドレスデンやデュッセルドルフ、ブレーメンなどの展覧会に出展し、ベルリンでゴッホや印象派の画家の作品を扱っていた画商のパウル・カッシーラーから、資金援助を受けた。1915年に契約が終わるまで、ブロックフーゼンの作品はカッシーラーが買い取った。
1906年にパリ、ロンドンで修行し、ベルギーの海岸の街、クノック＝ヘイストにも滞在した。1907年と1908年にもクノック＝ヘイストを訪れた。1909年にはニーウポールトに滞在し、マックス・リーバーマンから影響を受けて印象派のスタイルで海岸の風景を描いた。1907年から夏はブランデンブルクのシュヴィーロー湖(Schwielowsee)の保養地で過ごした。1909年に結婚し、夫婦で再びパリに旅し、ゴッホの作品を研究し、明るい色使いのスタイルになった。1910年にベルリン市から賞を受け、1912年にはイタリア留学の資金が与えられる賞を受賞し、1913年にフィレンツェに半年間滞在した。
ベルリンに戻った後、自由分離派の設立メンバーになり、理事を務め、1918年からは会長も務めた。ケーニヒスベルクの美術学校の卒業生たち、ヴァルデマール・レスラーやアルトゥール・デグナー、アルフレート・パーティケル、プラナス・ドムサイティス(Pranas Domšaitis)といった画家たちと友人であった。
1919年にベルリン＝シャルロッテンブルクで36歳で亡くなった。

## 作品

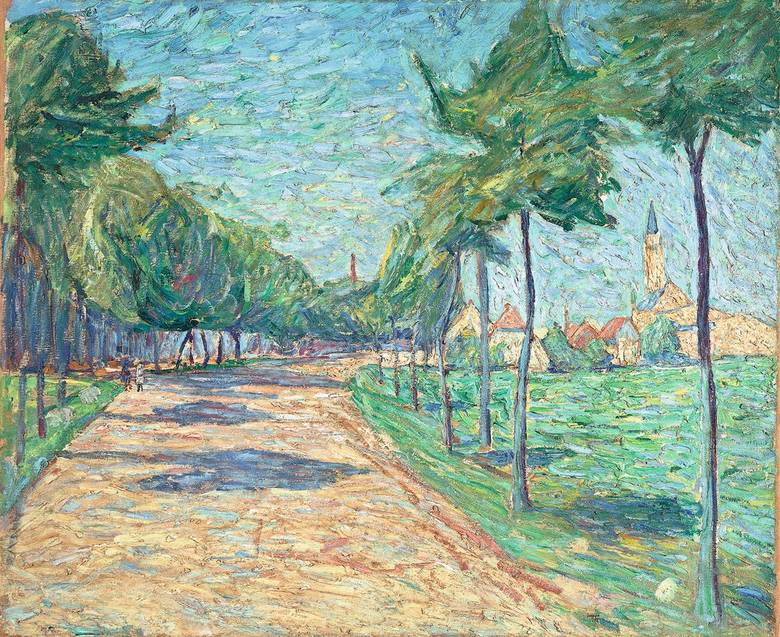
ブランデンブルク、ランゲンの風景
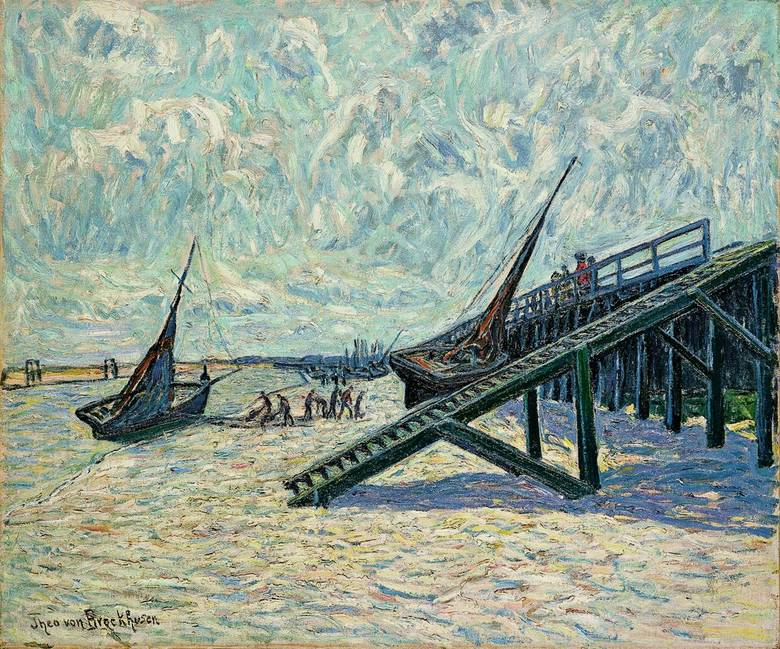
ニーウポールト
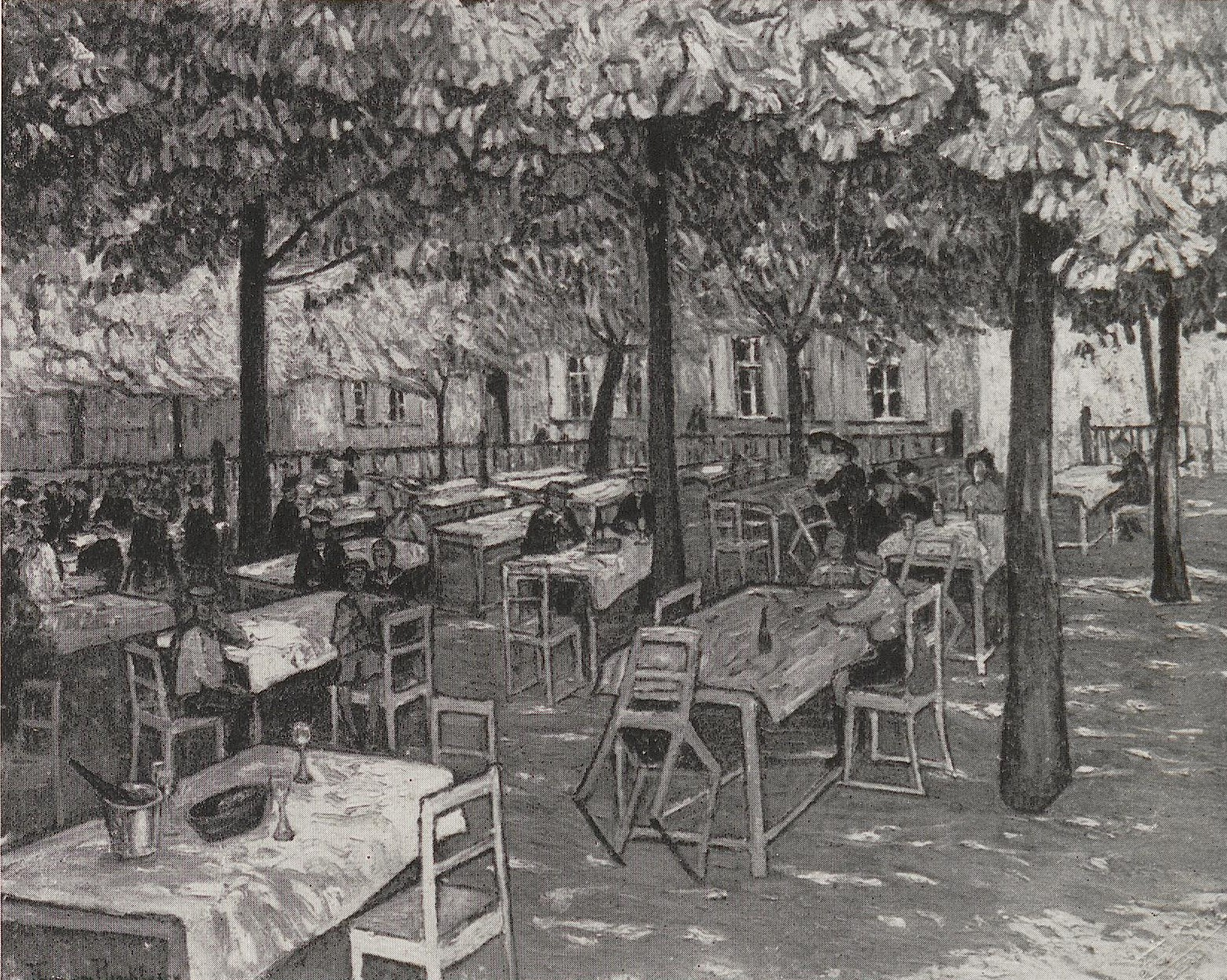
屋外食堂
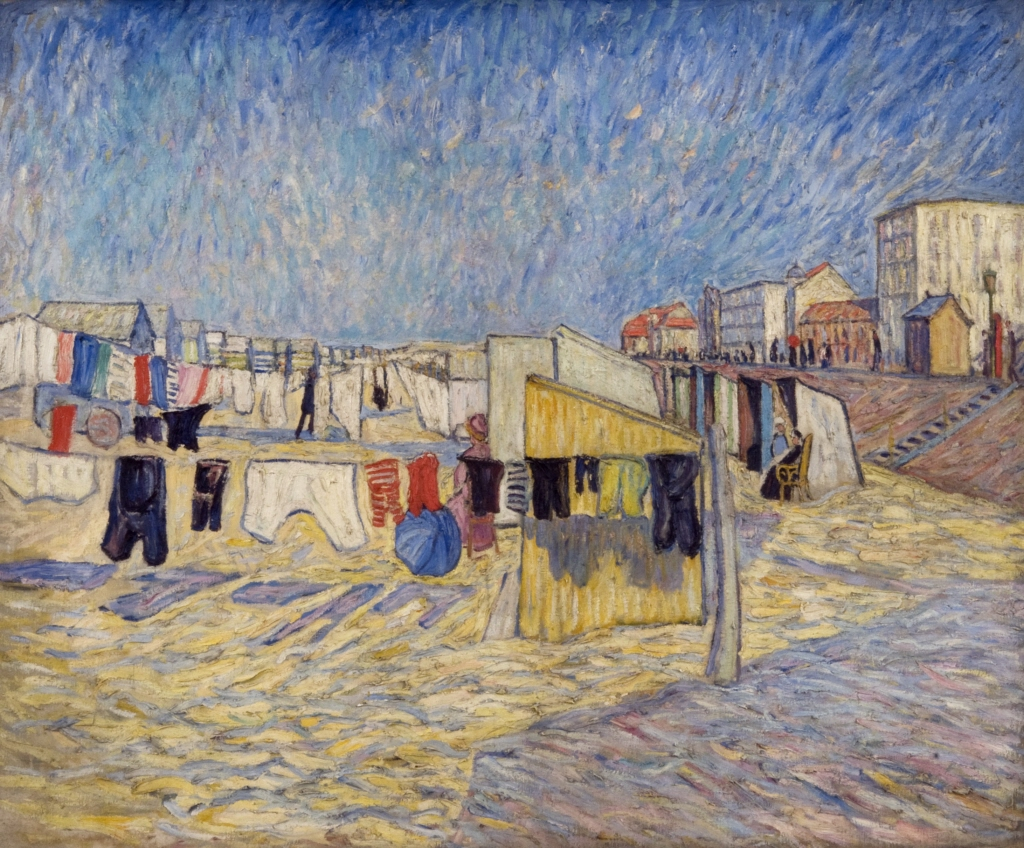
クノックの海岸風景